# No One Rides for Free
No One Rides for Free is het debuutalbum van de band Fu Manchu.
Het is het enige album met basgitarist Mark Abshire: hij werd vervangen door Brad Davis. Mark Abshire zou later met Eddie Glass en Ruben Romano de band Nebula oprichten.

## Tracks
| Nr. | Titel                        | Duur |
| --- | ---------------------------- | ---- |
| 1   | Time to Fly                  | 3:05 |
| 2   | Ojo Rojo                     | 3:49 |
| 3   | Show and Shine               | 2:54 |
| 4   | Mega-Bumpers                 | 3:51 |
| 5   | Free And Easy (Summer Girls) | 2:03 |
| 6   | Superbird                    | 4:05 |
| 7   | Shine It On                  | 2:30 |
| 8   | Snakebellies                 | 4:48 |

## Bandleden
- Scott Hill - zang en gitaar
- Ruben Romano - drum
- Mark Abshire - basitaar
- Eddie Glass - gitaar